# Dobroszani
Dobroszani (mac. Доброшани) – wieś w gminie miejskiej Sztip w środkowej Macedonii Północnej.

## Demografia
Według spisu ludności z 2002 we wsi Dobroszani mieszkało 8 mieszkańców.

### Rasy i pochodzenie
Według wyżej wspomnianych danych we wsi Dobroszani mieszkało 8 Wołochów.